# Viktória-barlang
A Viktória-barlang Magyarország fokozottan védett barlangjai közül az egyik. A Bükki Nemzeti Parkban lévő Miskolci-Bükkalja területén található. Régészeti leletek kerültek elő belőle.

## Leírás
A Vár-hegy már nem működő kőfejtőjének a peremétől körülbelül 250 méterre nyílik a kútgyűrűkkel biztosított, lezárt és szűk bejárata. A járatrendszernek van még legalább négy időszakosan aktív nyelőpontja a bejáraton kívül. Középső triász és felső triász mészkőben alakult ki. Időszakosan aktív víznyelőbarlang, amely csak hóolvadáskor és nagyobb eső idején nyel vizet.
A főág végén vizes szifon zárja el a továbbvezető utat. A hasadék jellegű járatok miatt, amelyek helyenként 10–15 méter magasak és általában 60 centiméter szélesek a barlang szűk. A morfológiai kis formái a hullámkagylók, a csorgák, az oldásos szinlővályúk, az üstös oldásformák és a mennyezeti félcsövek. A megtekintéséhez a Bükki Nemzeti Park Igazgatóság engedélye és barlangjáró alapfelszerelés kell. A Nagy-aknában segíti a közlekedést egy vaslétra.
Nevét a Kőbányai Barlangkutató és Hegymászó Szakosztály tagjai adták neki. 1977-ben volt először Viktória-barlangnak nevezve a barlang az irodalmában. Előfordul a barlang az irodalmában Viktória Cave (Kordos 1977) néven is.

## Kutatástörténet
A Miskolci Bányász Sportkör Barlangkutató Csoportjának tagjai fedezték fel 1971-ben az eltömődött víznyelő szájának megbontásával. A feltárás után bejárták a végponti szifonig. A felfedezésről azonban nem jelent meg akkoriban nyomtatott közlemény. Egy kéziratban maradt, Várszegi Sándor által írt 1977-es visszaemlékezés rögzíti a tényt. 1972-ben a Kőbányai Barlangkutató és Hegymászó Szakosztály tagjai Dévay József vezetésével az időközben eltömődött bejárati nyílást kibontva újra látogathatóvá tették és bejárták a barlangot. A szakosztály tagjaitól származik és 1980-ban jelent meg először nyomtatásban hír újra felfedezéséről.
Mivel nem tudták, hogy 1971-ben már felfedezték a barlangot a miskolciak, ezért a nyomtatott közleményben korábban nem ismert objektum bejárásáról, új barlang feltárásáról írtak. Azt hitték, hogy új barlangot fedeztek fel, mert a feltárómunka után kevés idővel átolvasták Budapesten az akkor elérhető szakirodalmat és Dénes György véleményét is meghallgatták, de nem volt nyoma az 1971-ben történt felfedezésnek.
1972-ben és 1973-ban a Kőbányai Barlangkutató és Hegymászó Szakosztály tagjai néhányszor bejárták a járatrendszert és új részeket fedeztek fel. Egyszer lengyel barlangkutatók is részt vettek a feltáró munkában és sikerült is egy új ágat találniuk. Ez a rész a Lengyel-ág nevet kapta. Lorberer Árpád vezetésével megkezdték felmérését fix pontok felfestésével a bejárattól a Sváb-teremig, de a felmérés nem lett befejezve. Eddig az időszakig a barlangot 800 m hosszúnak és 50 m mélynek hitték. Az 1977. évi Karszt és Barlang angol nyelvű különszámában megjelent, The longest and deepest caves of Hungary (December 31, 1975) című közleményből megtudható, hogy a Bükk hegységben fekvő, 800 m hosszú, 50 m mély Viktória Cave 1975. december 31-én Magyarország 19. leghosszabb és 44. legmélyebb barlangja. A 18. leghosszabb barlang (Alba Regia-barlang) és a 20. leghosszabb barlang (Cserszegtomaji-kútbarlang) szintén 800 m hosszú. A 42. legmélyebb barlang (Jószerencsét-aknabarlang) és a 43. legmélyebb barlang (Kurta-bérci-hasadékbarlang) szintén 50 m mély.
Az 1977. december 31-i állapot szerint (MKBT Meghívó 1978. május) a Bükk hegységben lévő, kb. 50 m mély és kb. 800 m hosszú Viktória-barlang az ország 49. legmélyebb és 20. leghosszabb barlangja. Az 1977. évi Karszt és Barlangban megjelent összeállítás alapján, 1977. december 31-én Magyarország 21. leghosszabb barlangja a Bükk hegységben elhelyezkedő, 1977. december 31-én, 1976-ban és 1975-ben kb. 800 m hosszú Viktória-barlang. A 22. leghosszabb barlang (Cserszegtomaji-kútbarlang) szintén kb. 800 m hosszú. Az összeállítás szerint, 1977. december 31-én Magyarország 54. legmélyebb barlangja a Bükk hegységben elhelyezkedő, 1977. december 31-én, 1976-ban és 1975-ben kb. 50 m mély Viktória-barlang. Ez az összeállítás naprakészebb az 1978. májusi MKBT Meghívóban publikált listánál.
Az 1984-ben napvilágot látott, Magyarország barlangjai című könyv országos barlanglistájában szerepel a Bükk hegységben lévő barlang Viktória-barlang néven. A listához kapcsolódóan látható az Aggteleki-karszt és a Bükk hegység barlangjainak földrajzi elhelyezkedését bemutató 1:500 000-es méretarányú térképen a barlang földrajzi elhelyezkedése. Az 1987. december 31-i állapot alapján Magyarország 27. leghosszabb barlangja az 5392/36 barlangkataszteri számú, kb. 800 m hosszú Viktória-barlang. Az összeállítás szerint az 1977. évi Karszt és Barlangban közölt hosszúsági listában a barlang kb. 800 m hosszú. Az 1987. december 31-i állapot alapján Magyarország 69. legnagyobb függőleges kiterjedésű barlangja az 5392/36 barlangkataszteri számú, kb. 50 m függőleges kiterjedésű Viktória-barlang. A 68. legnagyobb függőleges kiterjedésű barlang (Szirén-barlang) szintén kb. 50 m függőleges kiterjedésű. Az összeállítás szerint az 1977. évi Karszt és Barlangban közölt mélységi listában a Viktória-barlang kb. 50 m mély.
A Karszt és Barlang 1989. évi különszámában publikált, angol nyelvű tanulmányhoz (The caves of Hungary) kapcsolódva megjelent egy olyan lista, amelyben Magyarország leghosszabb barlangjai vannak felsorolva. A felsorolás szerint a Bükk hegységben fekvő, 800 m hosszú Viktória-barlang (Viktória Cave) 1988-ban Magyarország 27. leghosszabb barlangja. (A barlang 1977-ben is 800 m hosszú volt.) 1990-ben és 1991-ben a Bekey Imre Gábor Barlangkutató Csoport kutatta a barlangot. 1990-ben Takácsné Bolner Katalin, a csoport tagja készítette el a barlang alaprajz térképét. A csoport másik tagja, Füredi Valéria 1990-ben bölény és gyapjas mamut két csontját gyűjtötte benne. A lábközépcsont, illetve a foglemez töredék másodlagosan került az üregrendszerbe, a víz által besodorva. A leleteket Kordos László határozta meg. 1992-ben a Marcel Loubens Barlangkutató Egyesület elkészítette a barlang térképvázlatát.
1993. április 8-tól a környezetvédelmi és területfejlesztési miniszter 12/1993. (III. 31.) KTM rendelete szerint a Bükk hegységben lévő Viktória-barlang fokozottan védett barlang. Morfológiai és hidrológiai jelentősége, valamint hossza miatt lett fokozottan védett barlang. 1998-ban történt a lezárása, amelyet a Marcel Loubens Barlangkutató Egyesület végzett. 2001. május 17-től a környezetvédelmi miniszter 13/2001. (V. 9.) KöM rendeletének értelmében a Bükk hegység területén lévő Viktória-barlang fokozottan védett barlang. Egyidejűleg a fokozottan védett barlangok körének megállapításáról szóló 1/1982. (III. 15.) OKTH rendelkezés hatályát veszti.
A 2003-ban kiadott, Magyarország fokozottan védett barlangjai című könyvben található barlangismertetésben az olvasható, hogy 190 m tengerszint feletti magasságban van a bejárata, 479,5 m hosszú, 43,9 m függőleges kiterjedésű és 172 m vízszintes kiterjedésű. A könyvben lévő, Egri Csaba és Nyerges Attila által készített hosszúsági lista szerint a Bükk hegységben lévő és 5392-36 barlangkataszteri számú Viktória-barlang Magyarország 51. leghosszabb barlangja 2002-ben. A 2002-ben 480 m hosszú barlang 1977-ben kb. 800 m és 1987-ben 800 m hosszú volt. 2005. szeptember 1-től a környezetvédelmi és vízügyi miniszter 22/2005. (VIII. 31.) KvVM rendelete szerint a Bükki Nemzeti Park Igazgatóság működési területén, a Bükk hegységben található Viktória-barlang a felügyelőség engedélyével látogatható. 2005. szeptember 1-től a környezetvédelmi és vízügyi miniszter 23/2005. (VIII. 31.) KvVM rendelete szerint a Bükk hegységben lévő Viktória-barlang fokozottan védett barlang.
A 2005-ben megjelent, Magyar hegyisport és turista enciklopédia című kiadványban önálló szócikke van a barlangnak. A szócikk szerint a Viktória-barlang a Bükk hegységben található és fokozottan védett természeti érték. A Nagy-kőmázsa K-i lejtőjén, 190 m tengerszint feletti magasságban van a bejárata. A Miskolci Bányász Barlangkutató Csoport tagjai 1971-ben bontással tárták fel. 480 m hosszú és 44 m mély a triász mészkőben keletkezett, időszakosan aktív víznyelő. A meanderező, nagyon szűk, nagyon elagyagosodott főág végét szifon zárja le. Valószínűleg a miskolctapolcai hideg karsztforrásokban lép felszínre a rendszer vize. Engedéllyel és alapfelszereléssel járható a lezárt bejáratú barlang. Vaslétra segíti a Nagy-aknában a közlekedést.
2007. március 8-tól a környezetvédelmi és vízügyi miniszter 3/2007. (I. 22.) KvVM rendelete szerint a Bükki Nemzeti Park Igazgatóság működési területén lévő Bükk hegységben elhelyezkedő Viktória-barlang az igazgatóság engedélyével tekinthető meg. A 2013-ban publikált és Varga Gábor által írt tanulmányban a Borsod-Abaúj-Zemplén megyében lévő Miskolcon elhelyezkedő, 75045 lelőhely-azonosítójú és 5392-36 barlangkataszteri számú Viktória-barlang a másodlagos régészeti lelőhelyek közé van sorolva. 2013. július 19-től a vidékfejlesztési miniszter 58/2013. (VII. 11.) VM rendelete szerint a Viktória-barlang (Bükk hegység, Bükki Nemzeti Park Igazgatóság működési területe) az igazgatóság hozzájárulásával látogatható. 2015. november 3-tól a földművelésügyi miniszter 66/2015. (X. 26.) FM rendelete szerint a Viktória-barlang (Bükk hegység) fokozottan védett barlang. 2021. május 10-től az agrárminiszter 17/2021. (IV. 9.) AM rendelete szerint a Viktória-barlang (Bükk hegység, Bükki Nemzeti Park Igazgatóság működési területe) az igazgatóság engedélyével látogatható. A 13/1998. (V. 6.) KTM rendelet egyidejűleg hatályát veszti.